# Илия Тодев
Илия Тосков Тодев е български историк.
Роден е в Батак (1952). Магистър (СУ „Св. Кл. Охридски“, 1977), Доктор на историческите науки (2002), Професор (2005). Директор на Института за исторически изследвания при БАН (2012 – 2017), Главен редактор на сп. „Bulgarian Historical Review Архив на оригинала от 2023-06-06 в Wayback Machine.“ (2012 – 2017) и на сп. „Исторически преглед“ (2017 – 2022). Основните му научни интереси се разполагат хронологически най-вече в 19 век и обхващат главно България и Балканите.